# Told
Told è un comune dell'Ungheria di 387 abitanti (dati 2001). È situato nella contea di Hajdú-Bihar.